# Бабингтонит
Бабингтонит (лат. Babingtonite) — минерал из группы пироксенов.

## Описание
Бабингтонит весьма близок по своим характеристикам к родониту. Встречается в природе в виде кристаллов. Основными элементами в составе бабингтонита являются железо, марганец и кремний. В этом минерале весьма необычно то, что железо (III) полностью заменяет характерный для силикатных минералов алюминий.
Бабингтонит разделяют на магниевый и натро-алюминиевый.

## История
Впервые бабингтонит был описан в 1824 году из образцов добытых близ города Арендала в норвежской провинции Эуст-Агдер и был назван в честь ирландского врача и минералога Уильяма Бабингтона.
В конце XIX — начале XX века на страницах «Энциклопедического словаря Брокгауза и Ефрона» этот минерал описывался следующим образом:

«Бабингтонит — минерал из пироксенов трехклиномерной системы, встречающийся обыкновенно в виде шести и восьмисторонних короткопризматических кристаллов, ограниченных на концах плоскостями домы. Спайность совершенная — основная. Твердость = 5,5… 6; удельный вес = 3. 3 — 3,4. Б. темного цвета с сильным стеклянным блеском, непрозрачен или прозрачен только в тонких пластинках; обладает трихроизмом. По химическому составу Б. — смесь моносиликатов RSiO3 с силикатом окиси железа (Fе2)Si3О9; по анализу разновидность Б. из арендаля содержит 51,2 кремнекислоты, 11,0 окиси железа, 10,2 закиси железа, 7,9 закиси марганца, 19,3 извести, 0,77 магнезии, 0,4 потери при прокаливании, что соответствует формуле = 9RSiO3 + (Fе2) Si3 О9. Б. встречается в Арендале в Норвегии, на Шотландских островах и в Бавено Херборизальбах в Нассау».

## Физико-химические свойства бабингтонита
- Химическая формула минерала - Ca2Fe2+Fe3+[Si5O14OH].
- Твёрдость — 5,5...6
- Спайность — совершенная
- Удельный вес — 3,3